# Wjatscheslaw Pawlowitsch Polonski

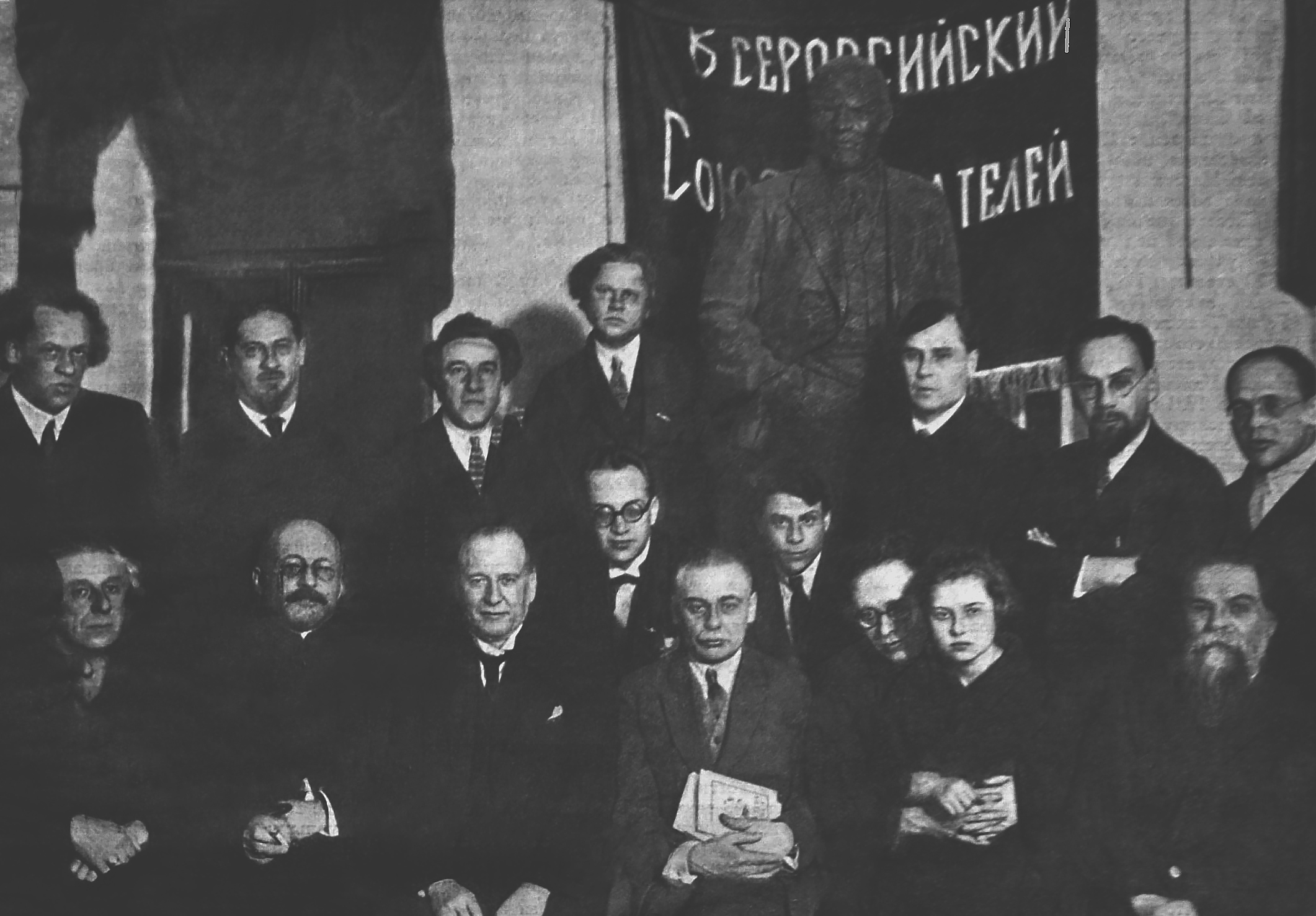
Polonski (hintere Reihe, 3. von links)

Wjatscheslaw Pawlowitsch Polonski (russisch Вячеслав Павлович Полонский; * 5. Juli 1886 in Sankt Petersburg; † 24. Februar 1932 in Moskau) war ein russischer Literaturkritiker und Historiker.

## Leben
Polonski arbeitete in den 1920er Jahren für die Literaturzeitschriften «Печать и революция», «Nowy Mir» und «Красная нива». Von 1929 bis 1932 leitete er das Puschkin-Museum in Moskau. Er starb 1932 an Typhus.